# 有木里
有木里，是台灣新北市三峽區的一里。

## 地理
位於三峽區東南邊，為全區面積最大的里，占整體的21%。

## 歷史
以境內有木地區得名。包含有木、熊空、東眼、東麓、插角等地區。有木，因地多樹木得名；插角，因地形得名；餘皆為原住民語言。

## 學校
- 有木國小